# Montgomery County (Kentucky)
Montgomery County is een county in de Amerikaanse staat Kentucky.
De county heeft een landoppervlakte van 514 km² en telt 22.554 inwoners (volkstelling 2000). De hoofdplaats is Mount Sterling.

## Bevolkingsontwikkeling

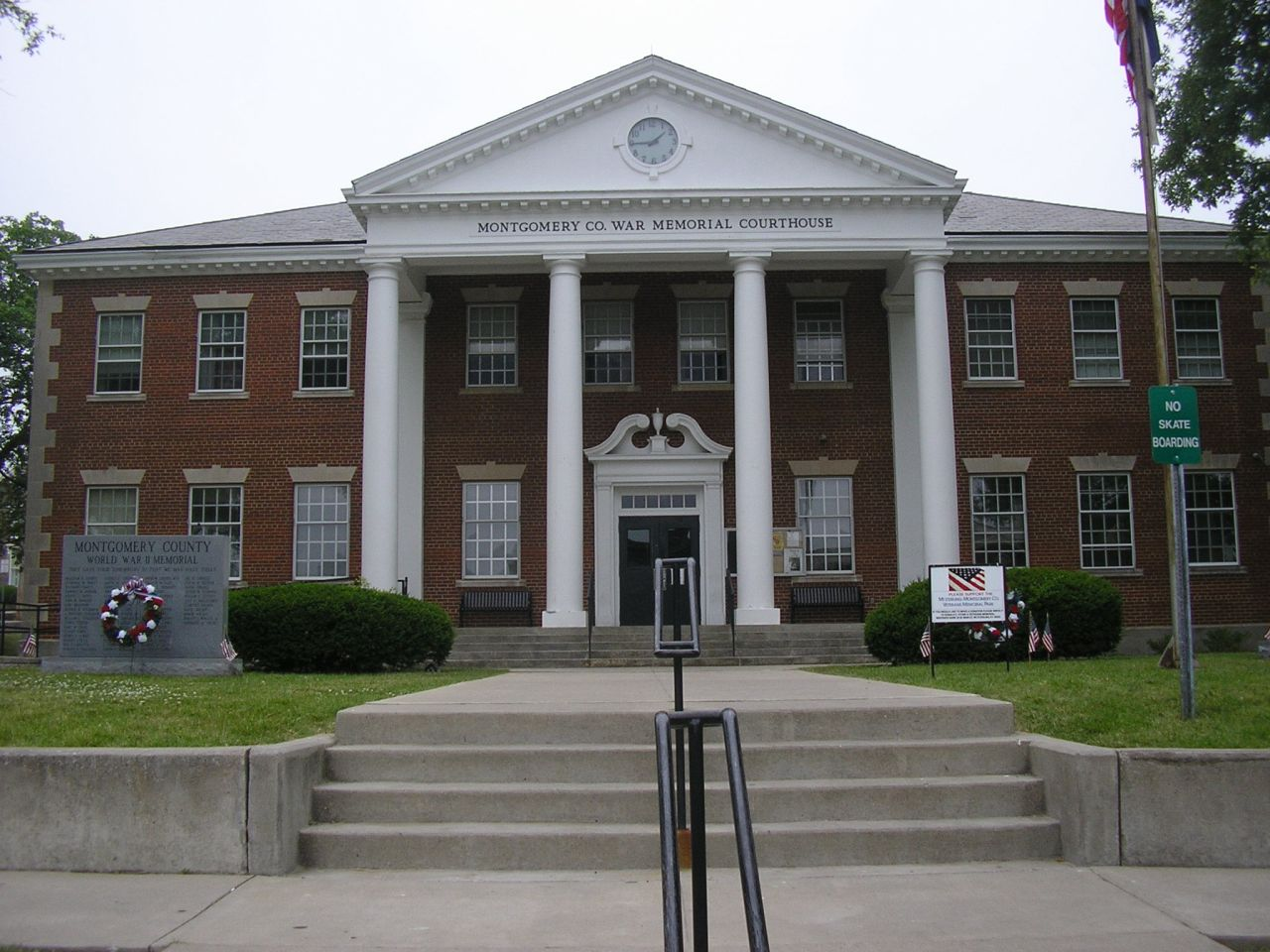
Montgomery County Courthouse